# Kazakhstan National Fund
Der Kazakhstan National Fund (NFRK; kasachisch Қазақстан ұлттық қоры Qazaqstan ūlttyq qory; National Oil Fund of Republic of Kazakhstan) wurde im Jahr 2000 von Kasachstan als Staatsfonds gegründet, um die Öleinnahmen effektiver zu verwalten. Steuereinnahmen bestimmter Öl- und Gasunternehmen fließen in diesen Fonds. Die Liste der Öl- und Gasunternehmen wird von der kasachischen Regierung aktualisiert. Informationen zu Einnahmen und Ausgaben des Fonds werden von der kasachischen Zentralbank und dem kasachischen Finanzministerium bereitgestellt.
Per Ende 2024 verwaltete der Fonds ein Vermögen von 58,8 Milliarden USD.

## Geschichte
Der Nationalfonds der Republik Kasachstan wurde durch das Dekret des Präsidenten der Republik Kasachstan Nr. 402 vom 23. August 2000 gegründet.
Die durchschnittliche Rendite des Portfolios des Nationalfonds betrug in den letzten fünf Jahren (2014–2018) 0,43 %, während sie in den fünf Jahren davor mit 3,68 % höher lag. In den 18 Jahren seines Bestehens lag die durchschnittliche Rendite seiner Vermögenswerte in der Basiswährung bei 3,28 %. Mit anderen Worten: Die Rentabilität des NFRK ist in den letzten fünf Jahren schneller gesunken.
Der Kasachische Nationalfonds finanziert sich aus Überschüssen aus Steuern auf die Erschließung von Öl-, Gas- und Mineralreserven. Die Kasachische Nationalbank beziffert das Vermögen des Fonds im Januar 2021 auf 59,8 Milliarden US-Dollar. Davon waren rund 123,6 Milliarden US-Dollar in Gold angelegt.
1
Der Fonds verfügt über keine Website und veröffentlicht keine öffentlichen Berichte über seine Aktivitäten. Der Kasachische Nationalfonds ist eine verschwiegene Organisation, und es gibt nur wenige Informationen über seine Führung, seine Beteiligungen oder seine Anlagestrategien.